# No todo lo puedes dar
No todo lo puedes dar è il terzo album di Ximena Sariñana pubblicato nel 2014.

## Il disco
La produzione è di Ximena Sariñana, John Congleton, Jim Eno, Alejandro Rosso

## Brani
L'edizione del disco pubblicata in spagnolo, contiene 12 tracce.
1. Parar a tiempo – 4:39 (testo: Ximena Sariñana, Alejandro Rosso – musica: Ximena Sariñana, Alejandro Rosso)
2. La vida no es fácil – 3:48 (testo: Ximena Sariñana – musica: Ximena Sariñana)
3. No voy a decir que no – 3:31 (testo: Ximena Sariñana, Juan Manuel Torreblanca – musica: Ximena Sariñana, Juan Manuel Torreblanca)
4. Sin ti no puede estar tan mal – 4:35 (testo: Ximena Sariñana, Áureo Baqueiro – musica: Ximena Sariñana, Áureo Baqueiro)
5. No todo lo puedes dar – 4:47 (testo: Ximena Sariñana – musica: Ximena Sariñana)
6. Ruptura – 4:09 (testo: Ximena Sariñana, Mario Domm – musica: Ximena Sariñana, Mario Domm)
7. No vas a venir – 3:42 (testo: Ximena Sariñana, Tommy Torres – musica: Ximena Sariñana, Tommy Torres)
8. Cuando mientes – 2:58 (testo: Ximena Sariñana, Áureo Baqueiro – musica: Ximena Sariñana, Áureo Baqueiro)
9. Este final – 4:10 (testo: Ximena Sariñana, Áureo Baqueiro – musica: Ximena Sariñana, Áureo Baqueiro)
10. Un amor / En medio de la noche – 6:43 (testo: Ximena Sariñana – musica: Ximena Sariñana)
11. Cuidado conmigo – 4:04 (testo: Ximena Sariñana, Álex Ferreira – musica: Ximena Sariñana, Álex Ferreira)
12. Juntos por siempre (We Belong) – 3:37 (testo: Ximena Sariñana, Dan Navarro, David Eric Lowen – musica: Ximena Sariñana, Dan Navarro, David Eric Lowen)

Durata totale: 50:43

## Brani edizione di lusso

### CD 1
L'edizione del disco pubblicata in spagnolo, contiene 11 tracce.
1. Parar a tiempo – 4:39 (testo: Ximena Sariñana, Alejandro Rosso – musica: Ximena Sariñana, Alejandro Rosso)
2. La vida no es fácil – 3:48 (testo: Ximena Sariñana – musica: Ximena Sariñana)
3. No voy a decir que no – 3:31 (testo: Ximena Sariñana, Juan Manuel Torreblanca – musica: Ximena Sariñana, Juan Manuel Torreblanca)
4. Sin ti no puede estar tan mal – 4:35 (testo: Ximena Sariñana, Áureo Baqueiro – musica: Ximena Sariñana, Áureo Baqueiro)
5. No todo lo puedes dar – 4:47 (testo: Ximena Sariñana – musica: Ximena Sariñana)
6. Ruptura – 4:09 (testo: Ximena Sariñana, Mario Domm – musica: Ximena Sariñana, Mario Domm)
7. No vas a venir – 3:42 (testo: Ximena Sariñana, Tommy Torres – musica: Ximena Sariñana, Tommy Torres)
8. Cuando mientes – 2:58 (testo: Ximena Sariñana, Áureo Baqueiro – musica: Ximena Sariñana, Áureo Baqueiro)
9. Este final – 4:10 (testo: Ximena Sariñana, Áureo Baqueiro – musica: Ximena Sariñana, Áureo Baqueiro)
10. Un amor / En medio de la noche – 6:43 (testo: Ximena Sariñana – musica: Ximena Sariñana)
11. Cuidado conmigo – 4:04 (testo: Ximena Sariñana, Álex Ferreira – musica: Ximena Sariñana, Álex Ferreira)

Durata totale: 47:06

### CD 2
L'edizione del disco pubblicata in spagnolo, contiene 10 tracce.
1. La vida no es fácil (live) – 3:54 (testo: Ximena Sariñana – musica: Ximena Sariñana)
2. La Tina (live) – 4:12 (testo: Ximena Sariñana – musica: Ximena Sariñana)
3. No voy a decir que no (live) (con Juan Manuel Torreblanca) – 3:46 (testo: Ximena Sariñana, Juan Manuel Torreblanca – musica: Ximena Sariñana, Juan Manuel Torreblanca)
4. Normal (live) – 4:10 (testo: Ximena Sariñana – musica: Ximena Sariñana)
5. Aire soy (live) – 3:42 (testo: Miguel Bosé, Riccardo Giagni – musica: Miguel Bosé, Riccardo Giagni)
6. Ruptura (live) – 4:05 (testo: Ximena Sariñana, Mario Domm – musica: Ximena Sariñana, Mario Domm)
7. Fiesta forever (live) – 4:15 (testo: - – musica: -)
8. No vuelvo más (live) – 4:47 (testo: Ximena Sariñana, Leo Minax – musica: Ximena Sariñana, Leo Minax)
9. Sin ti no puede estar tan mal (live) – 4:36 (testo: Ximena Sariñana, Áureo Baqueiro – musica: Ximena Sariñana, Áureo Baqueiro)
10. En clave (live) – 5:17 (testo: - – musica: -)

Durata totale: 42:44

### DVD
L'edizione del disco pubblicata in spagnolo, contiene 10 tracce.
1. La vida no es fácil (live) – 3:54 (testo: Ximena Sariñana – musica: Ximena Sariñana)
2. La Tina (live) – 4:12 (testo: Ximena Sariñana – musica: Ximena Sariñana)
3. No voy a decir que no (live) (con Juan Manuel Torreblanca) – 3:46 (testo: Ximena Sariñana, Juan Manuel Torreblanca – musica: Ximena Sariñana, Juan Manuel Torreblanca)
4. Normal (live) – 4:10 (testo: Ximena Sariñana – musica: Ximena Sariñana)
5. Aire soy (live) – 3:42 (testo: Miguel Bosé, Riccardo Giagni – musica: Miguel Bosé, Riccardo Giagni)
6. Ruptura (live) – 4:05 (testo: Ximena Sariñana, Mario Domm – musica: Ximena Sariñana, Mario Domm)
7. Fiesta forever (live) – 4:15 (testo: - – musica: -)
8. No vuelvo más (live) – 4:47 (testo: Ximena Sariñana, Leo Minax – musica: Ximena Sariñana, Leo Minax)
9. Sin ti no puede estar tan mal (live) – 4:36 (testo: Ximena Sariñana, Áureo Baqueiro – musica: Ximena Sariñana, Áureo Baqueiro)
10. En clave (live) – 5:17 (testo: - – musica: -)

Durata totale: 42:44